# Jaspur
Jaspur (hindi जसपुर) – miasto w północnych Indiach w stanie Uttarakhand, na zagórzu gór Siwalik.
Populacja miasta w 2001 roku wynosiła 39 048 mieszkańców.